# Robert Henry Neelands
Pour les articles homonymes, voir Neelands.
Robert Henry Neelands (8 juillet 1881-24 juillet 1974) est un homme politique canadien de la Colombie-Britannique. Il est député provincial sous étiquette travailliste de South Vancouver de 1920 à 1928.